# Robin Chaigneau
Robin Chaigneau (Meerkerk, 2 settembre 1988) è un ex ciclista su strada e dirigente sportivo olandese, professionista dal 2009 al 2014 e poi attivo come direttore sportivo dal 2016 al 2019.

## Carriera
Nel 2006 Chaigneau è campione nazionale juniores in linea. Passato alla categoria Elite/Under-23, vince la sua prima competizione internazionale con la divisa del team dilettantistico Asito Cyclingteam, conquistando la Ronde van Overijssel 2008.
Dopo un anno con la squadra ciclistica Cyclingteam Jo Piels, a fine 2009 firma un contratto di due anni con il team Professional Continental Skil-Shimano, per il quale era già stato stagista negli ultimi mesi della stagione 2008. I suoi migliori risultati in questo periodo sono il sesto posto alla Parigi-Bourges 2010 e il quinto posto allo Sparkassen Giro Bochum 2011.
Trascorre gli ultimi tre anni della sua carriera internazionale, dal 2012 al 2014, con la formazione Continental Koga Cycling Team, vincendo lo Ster van Zwolle 2012.

## Palmarès
- 2006 (Juniores)

Campionati olandesi, prova in linea Juniores
- 2008 (Asito Cycling Team)

Ronde van Overijssel
- 2012 (Koga Cycling Team, una vittoria)

Ster van Zwolle

## Piazzamenti

### Classiche monumento
- Parigi-Roubaix

2010: ritirato